# Castell de Rochers-Sévigné
El Castell de Rochers-Sévigné, antiga residència bretona de Madame de Sévigné, és un palauet gòtic del segle xv situat a les proximitats de Vitré a Ille-et-Vilaine.
El petit castell va ser edificat sobre un pujol rocós -d'on prové el seu nom- pels avantpassats d'Henri de Sévigné, aristòcrata bretó que el 1644 es va unir en matrimoni amb Marie de Rabutin-Chantal, futura Marquesa de Sévigné. La residència es va construir amb planta en forma de L i posseeix dues torres. Està dotada, a més, d'una capella de planta octogonal, construïda per la marquesa el 1671, estables i dependències afegits en el segle xvii.
El jardí d'estil francès va ser creat el 1689 i restaurat el 1982. El conjunt està vorejat per un parc poblat d'arbres i la marquesa li va posar nom a totes les seves avingudes. Madame de Sévigné, que posseïa moltes propietats, residiria llargues temporades en aquest castell després de la mort del seu marit. En aquesta residència va escriure moltes de les famoses cartes dirigides a la seva filla.
La propietat pertany encara a descendents de la família Sévigné.
Es pot visitar la capella i una part del palauet on hi ha retrats i objectes de la família.

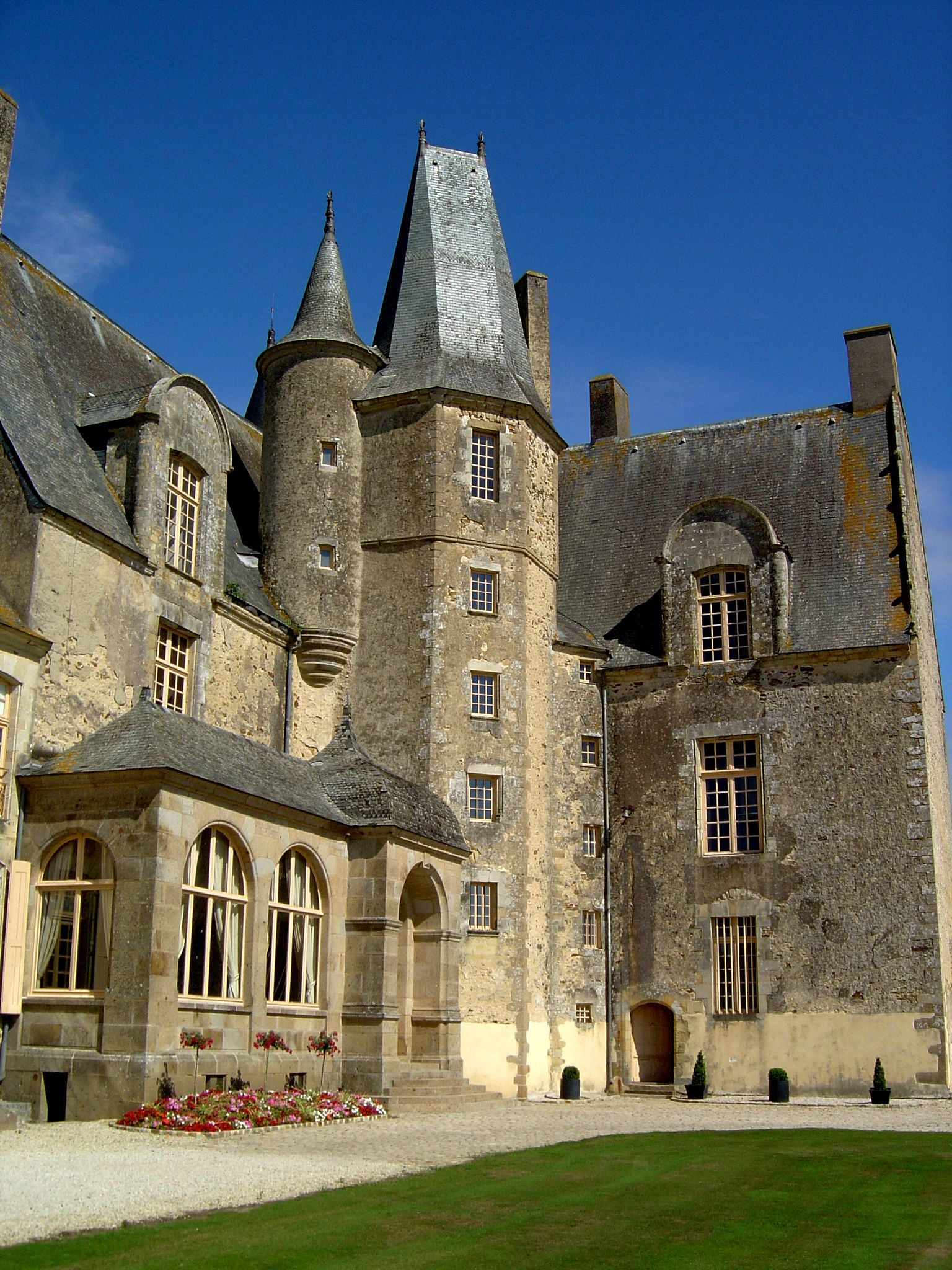
Part posterior de la mansió